# Khach (Iran)
Khach (ou Khash ; en persan : خاش / Xâš) est une ville de la province du Sistan-et-Baloutchistan en Iran.

## Personnalités
- Bijan Nadjdi (1941-1997), écrivain et poète iranien y est né ;
- Abbas Attar, (1944-2018), photographe et journaliste franco-iranien, y est né.